# ایوان ریان
ایوان ریان (به انگلیسی: Iwan Rheon) (زادهٔ ۱۳ مه ۱۹۸۵) بازیگر صحنه، فیلم، مجموعه‌های تلویزیونی، خواننده، نوازندهٔ گیتار ولزی و فارغ‌التحصیل از آکادمی موسیقی و هنرهای نمایشی لندن است. او بیشتر برای بازی در نقش سیمون بلامی در مجموعهٔ تلویزیونی میسفیتس و بازی در نقش رمزی بولتون در بازی تاج‌وتخت شناخته می‌شود. در ابتدا قرار بود که او ایفاگر نقش جان اسنو در مجموعه تلویزیونی بازی تاج‌وتخت باشد اما بعدها این نقش، به دوست صمیمی‌اش، کیت هرینگتون، رسید. ریان در سال ۲۰۱۰، برنده جایزه لارنس الیویه بهترین بازیگر نقش مکمل مرد در نمایش موزیکال شد.

## زندگی‌نامه

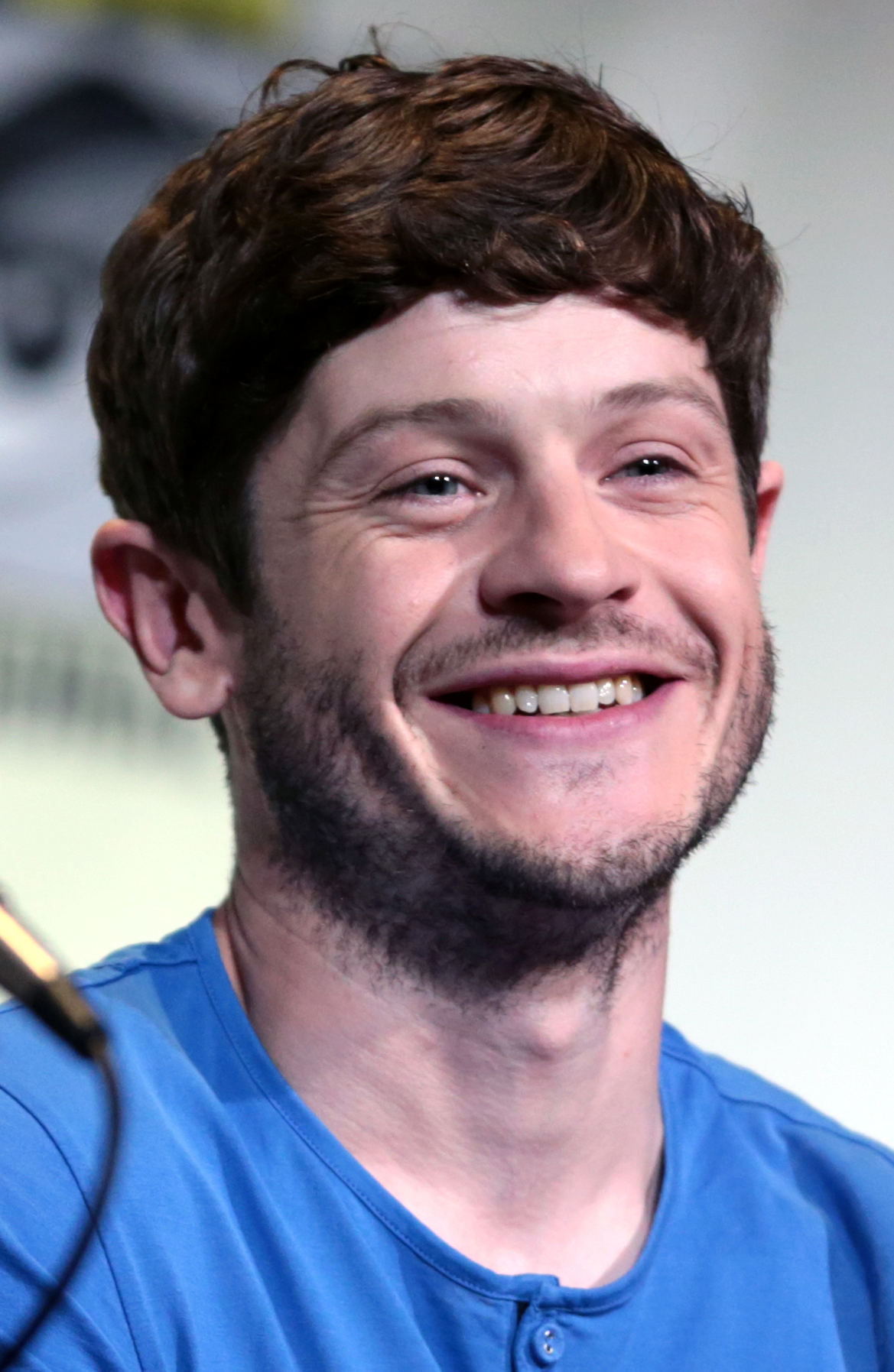
ریان در کامیک-کان سن دیگو، سال ۲۰۱۶

ایوان ریان در ۱۳ مه ۱۹۸۵ در کارمارتن، به دنیا آمد. وقتی که او پنج سال داشت، خانواده‌اش به کاردیف نقل‌مکان کردند. ریان به دو زبان انگلیسی و ولزی مسلط است. او به زبان اولش، ولزی، صحبت می‌کند. ریان فارغ‌التحصیل آکادمی موسیقی و هنرهای نمایشی لندن است. ریان از شانزده‌سالگی حرفه موسیقی را آغاز کرد. او در سال ۲۰۱۵، اولین آلبوم استودیویی خود به نام دینارد را منتشر کرد.
ریان به همراه همسرش، زوئی گریزدیل، در لندن زندگی می‌کند. این زوج در اوت سال ۲۰۱۸ صاحب یک فرزند شدند.

## فیلم‌شناسی

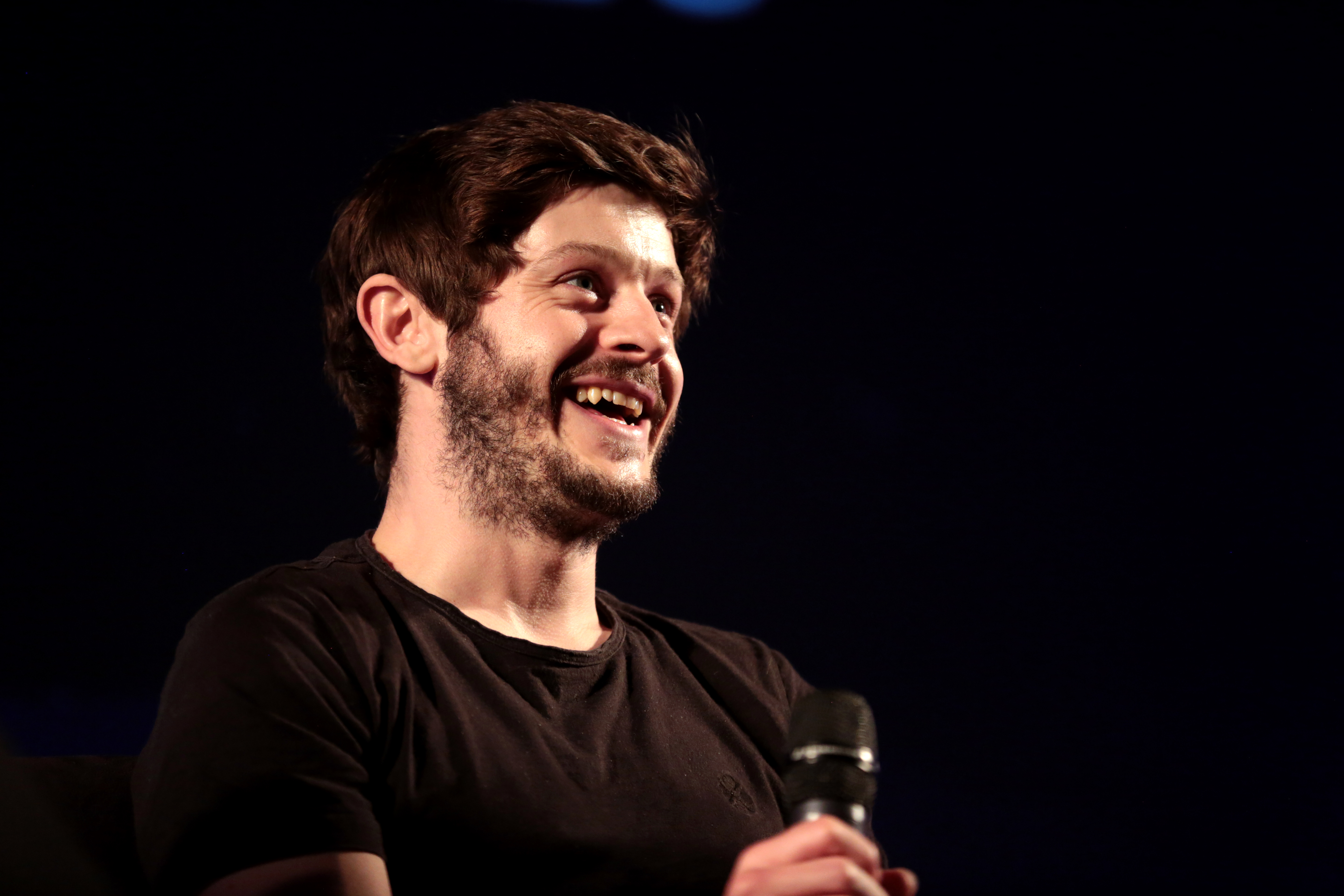
ایوان ریان در سال ۲۰۱۷

### سینمایی
| سال  | عنوان                 | نقش         | یادداشت                                          |
| ---- | --------------------- | ----------- | ------------------------------------------------ |
| ۲۰۱۱ | مقاومت                | جورج        |                                                  |
| ۲۰۱۱ | بیل وحشی              | پیل         |                                                  |
| ۲۰۱۲ | ظهور                  | دمپسی       |                                                  |
| ۲۰۱۳ | لیبرتادور             | دنیل اولیری |                                                  |
| ۲۰۱۵ | آهنگ پری دریایی       | رندال       |                                                  |
| ۲۰۱۶ | اس‌یوام۱: تهاجم بیگانه | اس‌یوام۱     |                                                  |
| ۲۰۱۸ | توفند                 | جان زومباخ  | در آمریکای شمالی با نام ماموریت افتخار اکران شد. |
| ۲۰۱۹ | برلین، دوستت دارم     | گرگ         |                                                  |

### تلویزیون
| سال       | عنوان                 | نقش                        | یادداشت |
| --------- | --------------------- | -------------------------- | ------- |
| ۲۰۰۹-۲۰۱۱ | میسفتیس               | سایمون بلامی               |         |
| ۲۰۱۳-۲۰۱۶ | بازی تاج‌وتخت          | رمزی بولتون                |         |
| ۲۰۱۳-۲۰۱۶ | شرور، بدجنس، حیوان‌صفت | وستون                      |         |
| ۲۰۱۴      | دختر ما               | دیلن «اسمورف» اسمیت        |         |
| ۲۰۱۶      | توخالی سبز            | سم نایت                    |         |
| ۲۰۱۷      | افسانه‌های واهی        | آدولف هیتلر                |         |
| ۲۰۱۷      | غیرانسانی             | ماکسیموس                   |         |
| ۲۰۲۱      | خدایان آمریکایی       | لیام                       |         |
| ۲۰۲۱      | شاهزاده               | شاهزاده ویلیام، دوک کمبریج |         |

### تئاتر
| سال  | عنوان         | نقش           | یادداشت             |
| ---- | ------------- | ------------- | ------------------- |
| ۲۰۰۸ | هشت مایل بالا | آل            | تئاتر رویال کورت    |
| ۲۰۰۹ | بیداری بهاری  | موریتس استفیل | متن ترانه هامراسمیت |
| ۲۰۱۰ | شیطان درون او | هو پروسر      | تئاتر ملی ولز       |
| ۲۰۱۱ | روز یادبود    | لیوشا         | تئاتر رویال کورت    |
| ۲۰۱۸ | روباه‌یاب      | ویلیام بلور   | سفیران تئاتر        |

### رادیو
| سال  | عنوان     | نقش | یادداشت |
| ---- | --------- | --- | ------- |
| ۲۰۱۳ | کنار دریا | پسر | صداپیشه |

### کتاب صوتی
| سال  | عنوان              | نقش  | یادداشت  |
| ---- | ------------------ | ---- | -------- |
| ۲۰۱۸ | جادوگران و روبات‌ها | راوی | پیش‌گفتار |

### بازی‌های ویدئویی
| سال       | عنوان        | نقش         | یادداشت |
| --------- | ------------ | ----------- | ------- |
| ۲۰۱۴–۲۰۱۵ | بازی تاج‌وتخت | رمزی بولتون | صداپیشه |

## جوایز
| سال  | کار          | جایزه                                                                 | نتیجه    |
| ---- | ------------ | --------------------------------------------------------------------- | -------- |
| ۲۰۱۰ | بیداری بهاری | جایزه لارنس الیویه بهترین بازیگر نقش مکمل مرد در نمایش موزیکال        | پیروز    |
| ۲۰۱۱ | میسفتیس      | جوایز اس‌اف‌ایکس بهترین بازیگر مرد                                      | نامزدشده |
| ۲۰۱۴ | بازی تاج‌وتخت | جایزه انجمن بازیگران فیلم بهترین اجرای گروهی در مجموعه تلویزیونی درام | نامزدشده |
| ۲۰۱۵ | بازی تاج‌وتخت | جوایز ای‌جی‌ان بهترین شرور در مجموعه تلویزیونی                          | نامزدشده |
| ۲۰۱۵ | بازی تاج‌وتخت | جوایز برگزیده مردم بهترین شرور در مجموعه تلویزیونی                    | نامزدشده |
| ۲۰۱۶ | بازی تاج‌وتخت | جایزه انجمن بازیگران فیلم بهترین اجرای گروهی در مجموعه تلویزیونی درام | نامزدشده |
| ۲۰۲۰ | بازی تاج‌وتخت | جایزه سین‌ایفوریا شایستگی ویژه                                         | پیروز    |